# Sala del mappamondo (Palazzo Montecitorio)
La Sala del mappamondo è una delle sale di Palazzo Montecitorio a Roma, costruito nel XVII secolo su progetto di Gian Lorenzo Bernini. Il nome della sala è dovuto al grande globo ligneo collocato sul ballatoio che corre lungo le pareti.

## Storia
La sala si trova al quarto piano del palazzo ed è oggi utilizzata per conferenze multimediali e per ospitare le sedute congiunte di due o più commissioni parlamentari.
Dal 1871, la Sala del mappamondo ospitò per oltre un secolo la Biblioteca della Camera dei deputati. Alla fine degli anni 1970, la necessità di avere nuovi spazi e la volontà di aprire la biblioteca al pubblico portarono a pensare al trasferimento della biblioteca al poco distante Palazzo San Macuto, in via del Seminario, come fortemente voluto dal Presidente della Camera pro tempore Nilde Iotti. Il trasferimento fu portato a termine il 14 dicembre 1988, giorno in cui la biblioteca fu resa accessibile ai cittadini.
È nota come sede di molti eventi di comunicazione pubblica.

## Tradizione
La sala si inserisce in una serie di analoghe sale denominate “sala del mappamondo” di altri palazzi italiani, 
- Quella del palazzo pubblico di Siena[3] è nota con tal nome dal 1534:[4] oggetto anche di suggestioni letterarie[5], affrescata nel XIV secolo e usata per secoli come centro del governo della città[6][7])
- Quella del Palazzo Vecchio di Firenze (per via del globo posto da Cosimo I)[8]), palazzo Farnese (ove Raffaello Sanzio dipinse alcuni satiri)[9]
- Quella del monastero di san Michele ove il mappamondo di Fra Mauro fu traslato nel 1655[10]
- Quella di palazzo Venezia utilizzata come ufficio da Mussolini.
- Quella di palazzo Chigi.[11]